# Autorreplicação
Autorreplicação é qualquer comportamento de um sistema dinâmico que resulta na construção de uma cópia idêntica desse sistema dinâmico.
Esse comportamento pode ser encontrados em áreas desde a Biologia até à Computação. Como exemplo, células biológicas, dado o ambiente adequado, reproduzem-se por divisão celular. Durante uma divisão, o DNA é duplicado e pode ser transmitido a um descendente durante a reprodução. Vírus podem se reproduzir, mas apenas por meio de células capturadas, onde todos os processos são feitos através da infecção e manipulação destas por meio deles. Proteínas príon prejudiciais podem se replicar convertendo formas de príons normais. Vírus de computador reproduzem-se utilizando o hardware e software presentes neles. A auto-replicação em robótica tem sido uma área de pesquisa e assunto de interesse para a Ficção Científica. Mais recentemente o assunto tem sido objeto de estudo pela nanotecnologia.
Qualquer mecanismo de auto-replicação que não faça uma cópia perfeita de si próprio resultará na criação de diferentes variantes e estará sujeito à seleção natural, onde serão tão melhores quanto puderem resistir ao meio ambiente em que estiverem sujeitos.